# Gerardo Carrera
Gerardo Carrera Piñera (Gijón, Asturias, España, 5 de marzo de 1987), conocido como Gerardo, es un futbolista español. Juega de delantero y su actual equipo es el Viveiro C.F. de la Tercera División de España-Grupo I.

## Trayectoria
Comenzó a jugar en el fútbol base con el Colegio del Corazón de María, para incorporarse a la cantera del Real Sporting de Gijón al pasar a la etapa alevín. Allí permaneció hasta acabar la etapa cadete, incorporándose al Club Deportivo Roces durante los tres años de juvenil. Acabada su formación en el fútbol base, jugó en el Club Siero la temporada 2006/07 antes de recalar, en el verano de 2007, en el Málaga C. F. "B". Cuando aún pertenecía al equipo filial debutó en Segunda División en la 12.ª jornada de Liga, en el estadio El Molinón, en un partido contra el Sporting que finalizó 0-1. Anotó su primer gol en Segunda en la siguiente jornada ante el Racing Club de Ferrol.
En el verano de 2008 fichó por la U. D. Las Palmas. Su debut en partido oficial con la camisa amarilla se produjo en la tarde del 7 de septiembre de 2008, en el estadio de Gran Canaria, sustituyendo a Pablo Sánchez en el minuto 81 del encuentro que enfrentaba a Las Palmas con el Elche C. F. que, finalmente, ganaron los amarillos por 2-0. Su primer gol en competición oficial con la U. D. Las Palmas lo logró el 8 de noviembre de 2008, significando el empate a 1 en un partido jugado contra el Club Gimnàstic de Tarragona que finalizó con el resultado de 2-2.
El 31 de agosto de 2009 rescindió su contrato con el club grancanario para fichar por el Pontevedra C. F., con quien participó en dieciséis partidos y anotó tres goles. En enero de 2011 abandonó el Pontevedra y se comprometió hasta final de temporada con la A. D. Alcorcón, anotando un gol en su debut ante Las Palmas en el estadio Santo Domingo. Jugó quince encuentros más en Alcorcón hasta que,
al final de la temporada 2010/11, fichó por el C. D. Teruel.
En el mercado invernal de la temporada 2011/12 fichó por el C. D. Toledo. En esta etapa en el club manchego cabe destacar el encuentro contra el Real Sporting de Gijón "B", en el cual anotó dos tantos para la victoria de su equipo por 3-1 en el estadio Salto del Caballo.
De cara a la temporada 2012/13 firmó con la S. D. Noja, club recién ascendido a la categoría de bronce del fútbol español y con el cual cuajó una completa campaña al finalizar la misma con 7 goles en 32 partidos que valieron para que su equipo terminase en un más que meritorio noveno lugar.
Una vez concluida la campaña 2012/2013, que finalizó acompañada de los problemas administrativos de la S. D. Noja, Gerardo decide escuchar ofertas y ante la llamada de uno de sus grandes valedores Ángel Viadero, no duda y firma con Sestao River Club para la temporada 2013/2014.
Con Sestao River Club la temporada arranca sobre lo previsto, actuando desde el once inicial marca su primer gol en la jornada 3 contra Unión Deportiva Las Palmas Atlético. Con un Gerardo Carrera comprometido, el equipo concluye la primera parte de la temporada situado en la zona media-alta de la clasificación, cumpliendo con creces el objetivo de permanencia "sin pasar apuros". Con el arranque de la segunda mitad de la temporada, el equipo encadena una racha de buenos resultados, 12 partidos sin perder, desde la jornada 24 a la jornada 35. Gerardo se erige como uno de los mejores jugadores de la categoría con grandes actuaciones, y junto con el resto de sus compañeros lleva al equipo a jugar la promoción de ascenso a Segunda "A". Gerardo termina la temporada con 35 partidos y 6 goles, y además, destapándose como un gran segunda punta habiendo realizado numerosas asistencias al punta referencia Jito.
La Promoción de ascenso a Segunda División la juegan contra Albacete Balompié. Gerardo anota un tanto en cada partido, realizando dos partidos muy destacables pero que no son suficientes para que su club gane la eliminatoria de campeones.
Una vez finalizada la temporada y de cara ya a la 2014-2015, Gerardo Carrera firma contrato con el club vecino de Lasesarre, en la que disputa una temporada.

## Clubes
| Club                     | País   | Año       |
| ------------------------ | ------ | --------- |
| Club Siero               | España | 2006-2007 |
| Málaga C. F. "B"         | España | 2007-2008 |
| U. D. Las Palmas         | España | 2008-2009 |
| Pontevedra C. F.         | España | 2009-2011 |
| A. D. Alcorcón           | España | 2011      |
| C. D. Teruel             | España | 2011      |
| C. D. Toledo             | España | 2012      |
| S. D. Noja               | España | 2012-2013 |
| Sestao River Club        | España | 2013-2014 |
| Barakaldo Club de Fútbol | España | 2014-2015 |
| Club Portugalete         | España | 2015-2016 |